# Пирятинский детинец
Пирятинский детинец — укрепления древнерусского Пирятина. Детинец находился на мысу при впадении старого русла реки Перевод в реку Удай. По данным В. Г. Ляскоронского, проводившего исследования на городище Пирятина, поселение состояло из двух укреплённых частей — детинца и окольного города. Согласно Лаврентьевской летописи, в 1154 году Пирятин, принадлежавший Мстиславу Изяславичу, был взят войском князя Глеба Юрьевича, осадившего его совместно с половцами. Укрепления были разрушены в результате монгольского нашествия на Русь. В XVI веке на месте древнерусского детинца князья Вишневецкие построили замок, названный Михайловом.